# Mamilla-Becken
Das Mamilla-Becken (arabisch بركة ماميلا, DMG Birkat Māmīlā, hebräisch בְּרֵכַת מָמִילָא Brechat Mamīlā, deutsch ‚Mamilla-Teich‘, Plene auch בריכת …) ist ein antikes Wasserbecken westlich der Altstadt von Jerusalem. Es ist ein Rechteck, 65 m breit (in Nord-Süd-Richtung), 97 m lang und ungefähr 6 m tief.

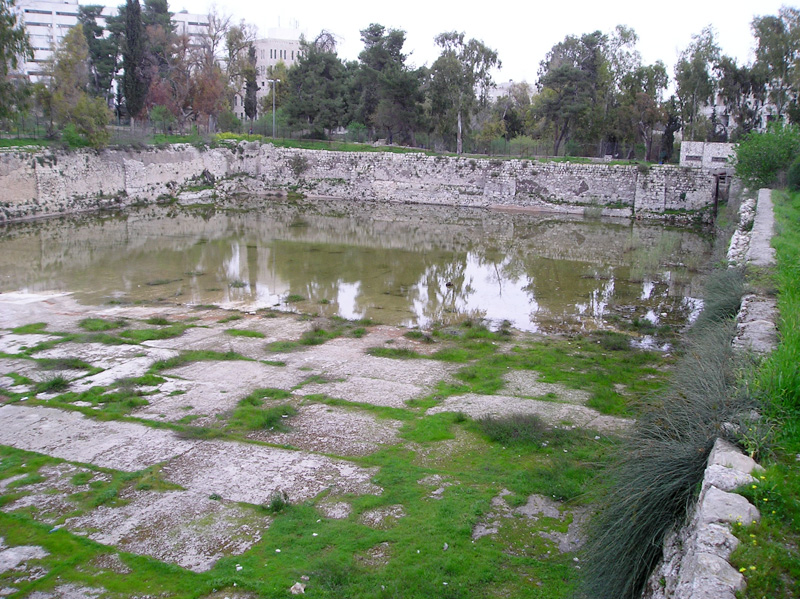
Mamilla-Becken, 2005

## Name
Erstmals erwähnte Antiochos Strategios den Namen Mamilla im Jahr 614.
Bei Eutychios von Alexandria findet sich die Variante maqulla, die aber leicht als Schreibfehler zu erklären ist.
Die Herleitung des Namens Mamilla von mamla = Speicher, füllen erscheint zweifelhaft.
Wahrscheinlicher ist die Herkunft vom römischen Frauennamen Maximilla, der auf eine Wohltäterin aus römischer Zeit hin deutet.

## Geographie
Das Mamilla-Becken befindet sich ungefähr 650 m nordwestlich des Jaffatores.
Westlich des Mamilla-Beckens befindet sich die Menasche-Ben-Israel-Straße und dahinter der Unabhängigkeitspark.
Nördlich und nordwestlich des Mamilla-Beckens liegt die Baustelle für das Museum der Toleranz und die Hillel-Straße.
Im Süden und Südosten wird das Gelände von der Gershon-Agron-Straße begrenzt.
Das Mamilla-Becken ist seit dem 11. Jahrhundert von einem großen islamischen Friedhof umgeben.
Dieser Friedhof wurde nach und nach immer mehr durch die Anlage von Parkplätzen, Straßen, den Unabhängigkeitspark und den Bau des Museums der Toleranz zerstört und überbaut.
Das Mamilla-Becken liegt am oberen, nordwestlichen Beginn des Hinnomtales. 
Hier strömte von den umliegenden Bergen in der Regenzeit das Wasser in das Speicherbecken.
Eine eigene Quelle gab es nicht.
Vom Mamilla-Becken wurde das Wasser bereits in der Antike über ein – durch Ausgrabungen nachgewiesenes – Aquädukt weiter zum Hiskija-Becken in die Innenstadt von Jerusalem und zum Sultan-Becken südwestlich der Altstadt geleitet.
Zum Grund des Mamilla-Beckens führen Stufen hinab.

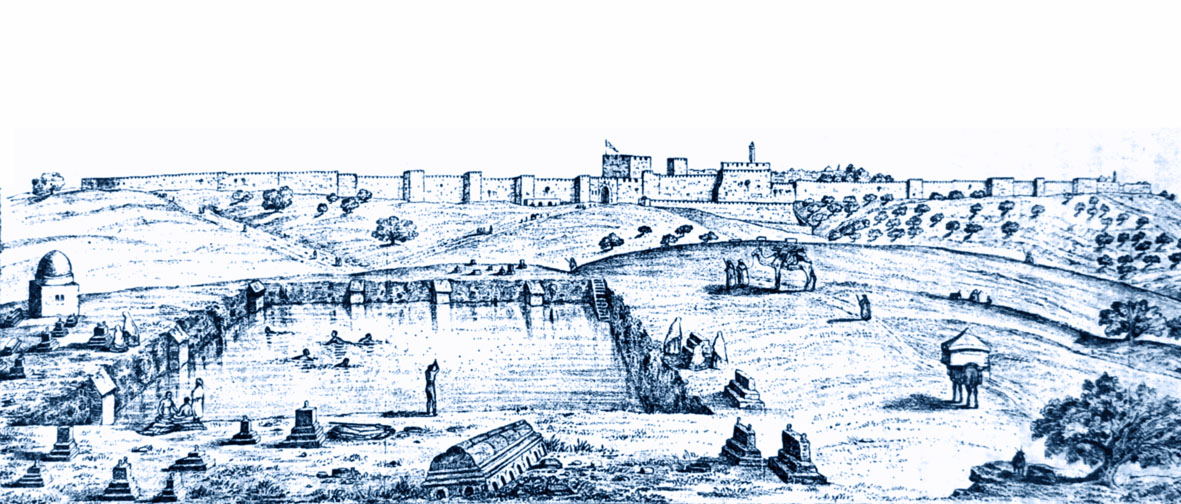
Mamilla-Becken 1857

## Geschichte
Bisher fehlen genaue archäologische Untersuchungen des Mamilla-Beckens.
Die Annahmen für seine Entstehung gehen in Richtung hellenistisch-römischer und römischer Zeit.
Von manchen Autoren wird als Bauherr des Mamilla-Beckens Herodes genannt.
Er verbesserte während seiner Herrschaft die Wasserversorgungssysteme in Jerusalem.

Die Entdeckung von Wasserleitungen und Grotten in der Nähe der Mündung der Menasche-Ben-Israel-Straße in die Gershon-Agron-Straße deuten auf die Nutzung in der Antike hin. 
Hier wurden mehrere Zisternen mit einem unterirdischen Wasserversorgungssystem verbunden.
Die Byzantiner benutzten das Mamilla-Becken als Wasserreservoir.
Im Rahmen des Krieges zwischen Ostrom und den Persern eroberten die Perser im Jahr 614 Jerusalem.
Bei dieser Eroberung wurden von Persern und Juden im Mamilla-Becken 4500 bis 24.500 (manche Quellen: bis 60.000) Christen ermordet und in dessen Umgebung in einem Massengrab verscharrt.
Am Rand des Massengrabes stand eine kleine byzantinische Kapelle.
Diese Kapelle wurde 870 vom Mönch Bernardus erwähnt.
Er schreibt, dass sie von der heiligen Mamilla errichtet wurde, die hier die im Massaker getöteten Christen beisetzte.
In der Kreuzfahrerzeit (1099 bis 1187) entstanden weitere Legenden.
Zu dieser Zeit stand die kleine byzantinische Kapelle noch.
Eine Legende aus dieser Zeit erzählt von einem Löwen, der von Gott herab gesandt wurde, um die Leichen der ermordeten Christen in einer Höhle zu sammeln und vor dem Verbrennen zu retten.
Diese Höhle wurde carnarium leonis (= Fleischhaus des Löwen) genannt.
Die Grotten wurden als diese Höhle betrachtet.
Johannes von Würzburg, um 1170, erwähnte 12.000 Leichen.
Theodericus Monachus, um 1172, beschrieb eine Kapelle am Weg, in der über 100 Stufen in eine Grotte mit Leichen hinab führen.
Ernoul, um 1187, sprach von einem Kloster an dieser Stelle, in dem täglich die Messe gelesen wird.
Nach Abzug der Kreuzfahrer zerfiel die Kapelle.
Mudschir ad-Din, um 1496, erwähnte ein ehemaliges Dair al-Achmar (= Rotes Kloster).
Dieses sei 1390 in einen Versammlungsort des Scheichs Qalandarije umgewandelt worden und 1488 zerfallen.
Im 19. Jahrhundert war es üblich, im Mamilla-Becken Tiere zu tränken und zu baden.
1845 beschrieb Titus Tobler das „Leichenfeld Mamilla“: Ein Wasserbecken, westlich davon die Beinhausgrotte, darüber die viereckige Ruine einer Kapelle.
Jüdische Einwanderer, die Jerusalem und Umgebung besiedelten, respektierten das Gräberfeld und ließen es unberührt.
Erst ab 1957 begann nach und nach die Zerstörung und Überbauung des Gebietes.
Im Jahr 2007 konnte man das Mamilla-Becken und seine Umgebung auf Spazierwegen besichtigen.
Der kleine verbliebene Rest des islamischen Friedhofs war in ruinösem Zustand.
Die „Löwengrube“ bildete ein unterirdisches Höhlensystem mit zwei Grotten, das zur Abfallentsorgung missbraucht wurde.
Bei den Eingangsstufen gab es noch einige alte christliche Graffiti.

## Tierwelt
In der Regenzeit leben im Mamilla-Becken Krabben, Frösche und Insekten.
Im Frühling wird es von Zugvögeln aufgesucht.
1997 wurde im Mamilla-Becken eine neue Laubfrosch-Art entdeckt.
Diese Art wurde Hyla heinzsteinitzi genannt, zu Ehren des israelischen Meeresbiologen Heinz Steinitz.
Es wird angenommen, dass diese Art seit 2007 ausgestorben ist.